# Walter-Sedlmayr-Platz

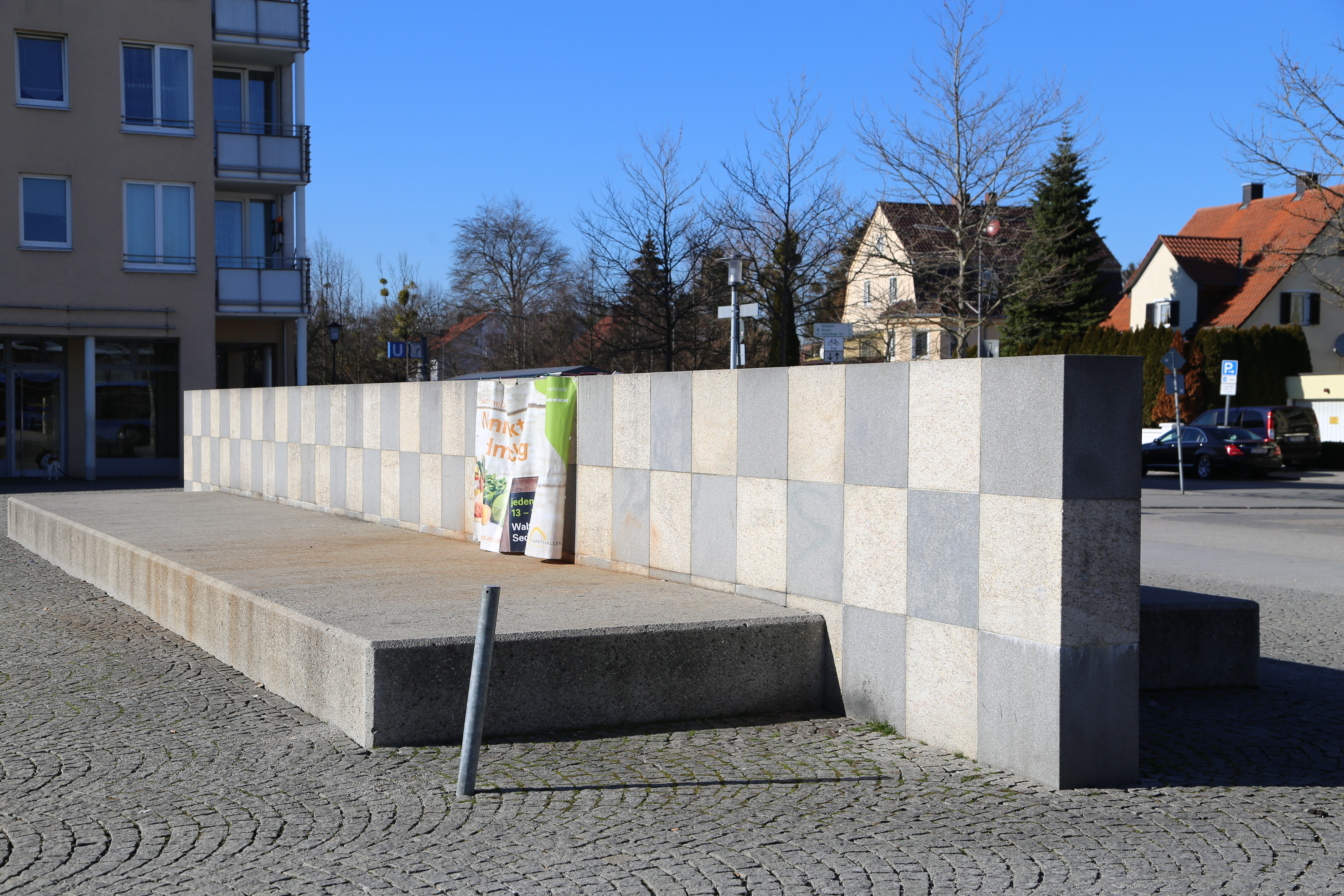
Walter-Sedlmayr-Platz

Der Walter-Sedlmayr-Platz ist ein Platz im Münchner Stadtteil Feldmoching, direkt westlich des Bahnhofs München-Feldmoching. Er wurde 2000 nach dem Münchner Volksschauspieler Walter Sedlmayr benannt, der zeitweise in Feldmoching lebte.

## Beschreibung
Auf dem Walter-Sedlmayr-Platz findet jeden Freitag 13 Uhr bis 18 Uhr ein Wochenmarkt statt. Der Verein Kinderschutz München belebt in Kooperation mit Neue Wege e. V., einer gemeinnützigen Gesellschaft für Jugendhilfe und soziale Betreuung mbH, den Walter-Sedlmayer-Platz dienstags mit Kickern, Tischtennisplatten, Wurfscheiben, Federball-Sets, Malmöglichkeiten und Bällen.
Der ca. 0,22 ha große Bahnhofsvorplatz wurde 2003 von Ludger Gerdes gestaltet. Der Bau hat 980.000 Euro gekostet. Es ist seit langem eine Sanierung zum Quartiers- und Geschäftszentrum geplant.

## Verkehrsanbindung
Der Bahnhof München-Feldmoching mit U2 und S1 liegt in der Nähe. Nur wenige Meter neben dem Walter-Sedlmayr-Platz gibt es Haltestellen der Buslinien 170, 171 und 173.